# Mantisatta
Mantisatta Warburton, 1900 è un genere di ragni appartenente alla famiglia Salticidae.

## Etimologia
Il nome del genere è composto dal greco μὰντις, màntis, la mantide religiosa, a causa della forma del primo paio di zampe che ricorda proprio quello della mantide; e dal suffisso -attus, caratteristico di vari generi della famiglia Salticidae, un tempo denominata Attidae.

## Distribuzione
Le due specie note di questo genere sono diffuse nel Borneo e nelle Filippine..

## Tassonomia
A maggio 2010, si compone di due specie:
- Mantisatta longicauda Cutler & Wanless, 1973 — Filippine
- Mantisatta trucidans Warburton, 1900[2] — Borneo